# Andagoya (Álava)
Andagoya (en euskera y oficialmente Andagoia) es una localidad del concejo de Anda, que está situado en el municipio de Cuartango, en la provincia de Álava, España.

## Historia
Hacia mediados del siglo XIX, el lugar, ya por entonces perteneciente a Cuartango, tenía contabilizada una población de 140 habitantes. Aparece descrito en el segundo volumen del Diccionario geográfico-estadístico-histórico de España y sus posesiones de Ultramar de Pascual Madoz de la siguiente manera:

ANDAGOYA: l. en la prov. de Alava (4 leg. de Vitoria), dióc. de Calahorra (21), part. jud. de Salinas de Añana (2), vicaria, herm. y ayunt. de Cuartango (1): sit. á la falda NE de la montaña denominada del Castillo, y á la der. del r. Bayas; el clima sano. La igl. parr. está dedicada á la Asuncion de Ntra. Sra. y servida por un cura beneficiado; y en un valle junto al monte de Yarto está la ermita de San Estéban. El térm. 1/2 leg. de N. á S., y poco menos de E. á O. confina por N. con Abecia y Abornicano (1/2 leg.), al E. Anda (1/4), al S. Sendadiano cap. del ayunt., y á O. Délica, interpuesta la sierra de Guibijo 1/2: le baña el arroyo Badillo que corre por SE. á unirse al Bayas que por esta parte toca en el térm. El terreno es quebrado y montuoso; al NE. se encuentra la sierra y monte del Cuartel de Anda, al SE. el alto de San Mamés; por SO. la referida montaña del Castillo, y sigue cercándole la citada de Guibijo y otros que disfruta de mancomun con los pueblos circunvecinos; se cultivan unas 200 fan. de tierra de mediana calidad, la cual participa del escaso riego que las proporciona el derrame de 5 fuentes de buen agua de que se abastece la pobl. Los caminos son de pueblo á pueblo, quebrados é incómodos por su desnivel: el correo se recibe de Orduña por los interesados: prod.: trigo, maiz, patatas, cebada, avena, yerba, lino, algunas legumbres, hortaliza, poca fruta y mucho forraje; cria ganado lanar, vacuno, cabrio y caballar cruzado; hay caza de perdices, liebres y palomas, y pesca abundante en el r. Badillo: tiene un molino harinero y 3 telares caseros: comercio la venta de frutos de sus cosechas y ganado mular: pobl.: 25 vec.; 140 alm. Riqueza y contr. (V. Alava intendencia.).
(Madoz, 1845, p. 275)

Décadas después, ya en el siglo XX, se describe de la siguiente manera en el tomo de la Geografía general del País Vasco-Navarro dedicado a Álava y escrito por Vicente Vera y López:

Andagoya.—Es el lugar más poblado del municipio; está situado á la izquierda del ferrocarril de Miranda á Bilbao. Limita, al N., con Abornicano; al S., con Sedadiano; al E., con Anda, y por O., con Délica. Tiene 24 edificios; la población asciende á 118 almas de hecho y 116 de derecho. Su parroquia es de categoría rural de segunda clase, dedicada á la Asunción de Nuestra Señora y perteneciente al arciprestazgo de Cuartango; cerca del lugar existió la ermita de San Mamés. No tiene escuela pública y los niños acuden á la de Anda, distante 2 kilómetros. Le pertenece el aprovechamiento de los montes comunales llamados: La Pelada, de 15 hectáreas; El Robledal, de 50 y Anzuola, de 54, plantados de robles, y comparte con otros lugares el de los de Borizabal y Ciquirizoa, Enmenetu y Santa Agueda.
(Vera y López, 1915-1921, p. 426)

En 2022, tenía empadronados veinte habitantes.

## Demografía
| Gráfica de evolución demográfica de Andagoya entre 2000 y 2017 |
|                                                                |
| Población de derecho según los censos de población del INE.    |

## Monumentos
Patrimonio material

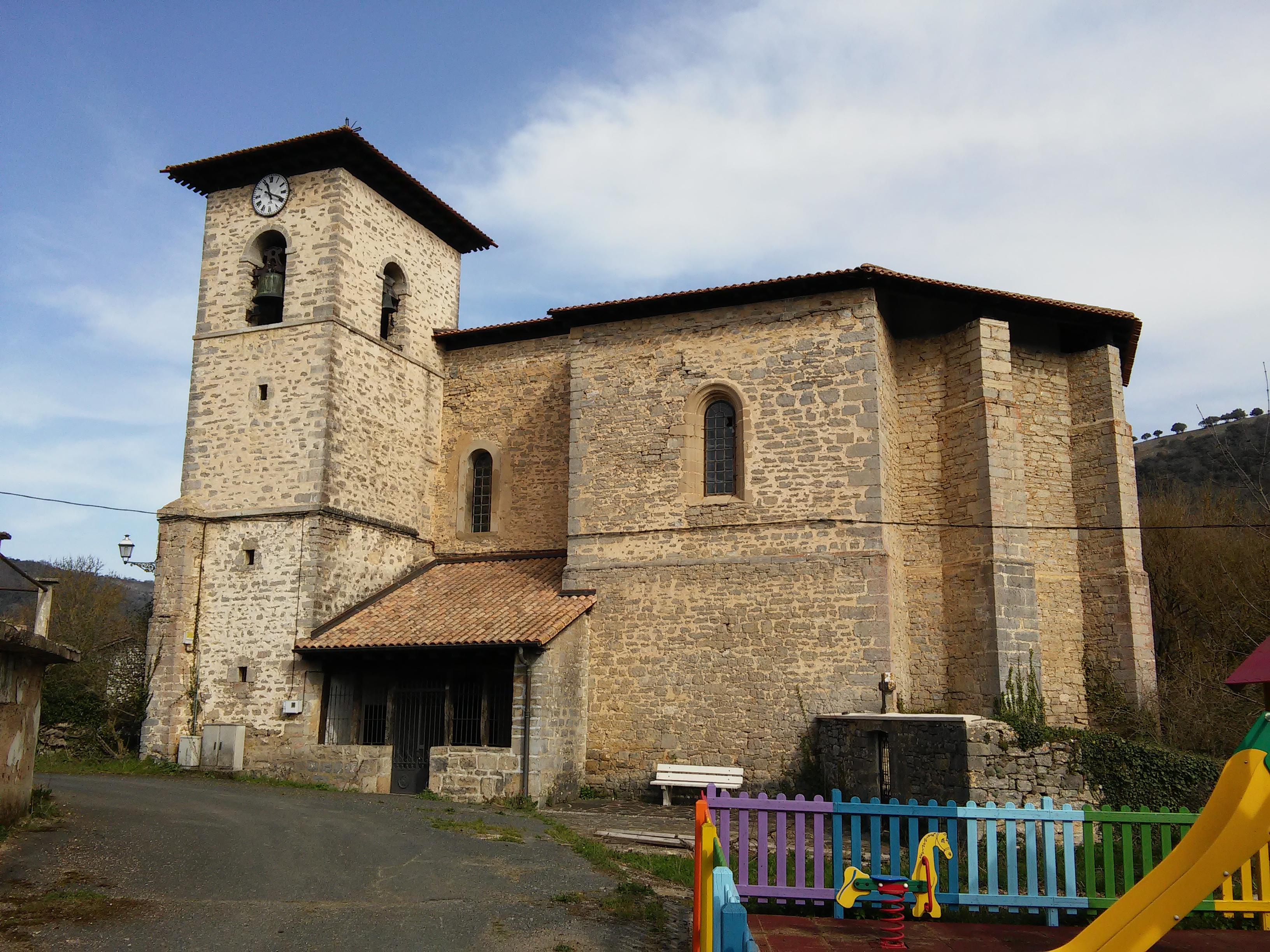
Iglesia de la Asunción de Nuestra Señora

- Iglesia de la Asunción de Nuestra Señora.[1]
- Molino. Ubicado a orillas del río Vadillo poco antes de desembocar al Bayas, en las afueras nororientales de Andagoya, ha estado en funcionamiento hasta hace muy poco tiempo, como demuestra la perfecta conservación de su infraestructura hidráulica y maquinaria molturadora.[5]

En el siglo XVI existió en el lugar un castillo. En los alrededores hay múltiples restos arqueológicos entre los que destaca el dolmen de Ataguren. 

#### Elementos patrimoniales menores
Existen tres puentes sobre el río Vadillo:
- El Molino (siglo XV)
- La Torre (siglo XVII)
- El Robledal (siglo XVIII).